# Le Quatrième Sexe
Pour plus de détails, voir Fiche technique et Distribution.
Le Quatrième Sexe est un film français sorti en 1962. D'abord réalisé par Alphonse Gimeno mort pendant le tournage, il est remplacé par Michel Wichard sous la supervision de José Bénazéraf.

## Fiche technique
- Titre : Le Quatrième Sexe
- Réalisation : Michel Wichard, Alphonse Gimeno, José Bénazéraf
- Supervision de la réalisation : José Bénazéraf
- Scénario : Alphonse Gimeno et Jean Mitry
- Photographie : Marcel Combes
- Son : Robert Sherwood
- Musique : Louiguy
- Montage : Georges Marschalk
- Production : Condor Films - Félix Films - Les Films Univers
- Pays d'origine :  France
- Durée : 80 minutes
- Dates de sortie : 
  - France : 14 mars 1962
  - États-Unis : août 1963

Film interdit aux moins de 18 ans

## Distribution
- Brigitte Juslin : Sand Stevenson
- Richard Winckler : Michel Aurel
- Nicole Burgot : Caroline Aurel
- Jean-Pierre Posier : Smith
- Philippe Leroy : Paul
- José Bénazéraf : le barman
- Mireille Minato
- Nathalie Pascoe
- Sybil Saulnier
- Michèle Vial
- Juliette Vilno

## Censure du film
À la suite de la promulgation de l'amendement Mirguet, le film est interdit à l'exportation pour ses scènes de lesbianisme.